# Castillo de Benavente (Zarza la Mayor)

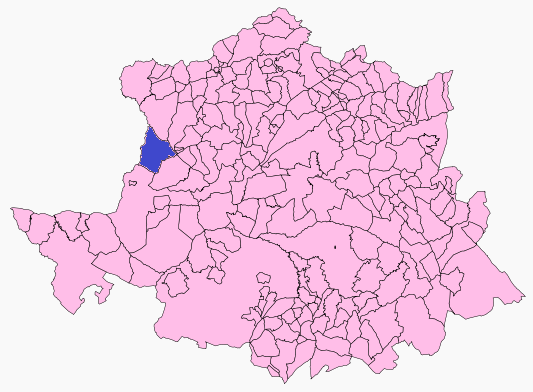
Ubicación de Zarza la Mayor en la provincia de Cáceres.

El castillo de Benavente es una fortaleza del siglo XIII. Se encuentra en el término municipal de Zarza la Mayor, en la provincia de Cáceres, comunidad autónoma de Extremadura. Su ubicación exacta es en un cerro que hay en el Pk-22 de la carretera EX-117 que va desde Zarza la Mayor a Ceclavín desde donde se divisa una gran cantidad de terreno que en la actualidad es, prácticamente, lo que ocupa una dehesa del mismo nombre. Está muy cerca de la línea fronteriza con Portugal, razón por la que fue un enclave donde se desarrollaron gran cantidad de enfrentamientos entre portugueses y españoles.

## Historia
En la época de la dominación árabe, junto con el Castillo de Bernardo, ambos en las proximidades de Zarza la Mayor, formaron una línea defensiva del territorio ya que los dos están en sendas atalayas. A finales del siglo XIII se produjeron tal cantidad de enfrentamientos que el castillo llegó a ser más importante que la pequeña población de Zarza la Mayor y que el Castillo de Peñafiel. Ante tal situación, los vecinos del castillo y alrededores se trasladaron paulatinamente al pueblo dejando abandonado el castillo, que inició su progresivo deterioro hasta llegar a la casi desaparición total.

## Construcción
Estaba construido en su mayoría por  pizarras unidas con cal y barro. De las escasas ruinas que quedan en pie se ve que tenía muros importantes, de dos metros de grosor; también están a la vista los cimientos de la planta central que tiene unos 23 metros de perímetro. Tenía torres de planta poligonal en las esquinas entre dos lienzos de muralla consecutivos y cuyo círculo circunscrito era de unos seis metros de diámetro. La entrada principal al castillo estaba protegida por un importante muro.